# Eucharis adscendens
Eucharis adscendens (лат.) — вид паразитических мирмекофильных наездников семейства Eucharitidae отряда перепончатокрылых.

## Распространение
Палеарктика. Юг Западной Европы (Австрия, Румыния, Чехословакия, Югославия), Крым, Кавказ, Урал, Западная Сибирь, Средняя Азия, Иран.

## Описание
Крупные хальциды длиной около 4—6 мм. Тело бронзовое зеленовато-синее, кончик брюшка иногда рыжий. Лицо в сетчатых морщинках, щёки в основном блестящие. Щитик груди грубосетчатый, посередине несёт глубокую бороздку. Паразитоиды личинок рыжих лесных муравьёв Formica rufa и жнецов Messor barbarus.